# Chuck Wepner
Charles Wepner, detto Chuck (New York, 26 febbraio 1939), è un ex pugile statunitense.
Soprannominato the Bayonne Brawler ("l'azzuffatore di Bayonne") e the Bayonne Bleeder ("il sanguinante di Bayonne"), fu un pugile di discreta fama e fisico imponente. Viene ricordato soprattutto per aver ispirato il personaggio di Rocky Balboa ad un Sylvester Stallone alle prime armi come attore e sceneggiatore, per via della sua sfida contro il campione del mondo Muhammad Ali; per questo motivo è noto anche come il "Vero Rocky".

## Attività sportiva
Ha chiuso la sua carriera di pugile nel 1978 con un record di 35 vittorie (18 per KO), 14 sconfitte e 2 pareggi. È conosciuto anche come "il sanguinante di Bayonne" per la facilità con cui si feriva e sanguinava in volto. Fra le sue sconfitte eccellenti, quelle contro George Foreman, per KO tecnico alla 3ª ripresa (18 agosto 1969) e contro Sonny Liston, per KO tecnico alla 10ª ripresa (29 giugno 1970 a Jersey City), in uno dei più feroci incontri della storia del pugilato moderno.
Di incredibile tenacia agonistica e coraggio quasi illimitato, Wepner attuava la difesa a oltranza e aveva una sorprendente capacità di assorbire ogni tipo di colpo o testata, riuscendo a reggersi sempre in piedi e senza mai cadere al tappeto.
La sua carriera si conclude con il record di 329 punti di sutura sul viso, che poi fu superato dal Campione del Mondo dei pesi medi Vito Antuofermo con 359.

### Wepner vs. Ali
Le qualità di Wepner attirarono le mire di Don King, che il 24 marzo 1975 organizzò a Richfield, nei pressi di Cleveland (Ohio), un incontro tra il pugile statunitense e il campione, Muhammad Ali: in palio il titolo mondiale dei pesi massimi.
Le statistiche davano come ovvio favorito Ali e Wepner come sicuro perdente: nessuno avrebbe scommesso un soldo su un pugile semisconosciuto contro il mito di sempre della boxe.
L'incontro cominciò all'insegna di Ali, che scaricava con forza tutti i suoi colpi, ma nonostante ciò Wepner resisteva. Passava il tempo, però gli attacchi di Ali non buttavano giù l'avversario, un ottimo incassatore.
Alla nona ripresa Wepner calpestò involontariamente il piede destro di Ali mentre lo colpiva con un destro al petto, causando lo sbilanciamento del campione che finì a terra.
Ali si rialzò e per cinque riprese di seguito ricoprì incessantemente di colpi Wepner, che continuava incredibilmente a rimanere in piedi. A pochi secondi dal termine dell'ultima ripresa Ali mise finalmente Wepner al tappeto, il pugile si rialzò quando il conteggio era arrivato a sette, ma l'arbitro vedendo le condizioni di Wepner decise di interrompere l'incontro e Ali vinse per KO tecnico alla 15ª ripresa. Nonostante ciò Wepner fece una gran figura resistendo 15 riprese.

## Riferimenti nella cultura di massa
Il suo combattimento contro Ali ispirò il giovane Sylvester Stallone, alla ricerca di nuove idee per scrivere nuove sceneggiature, per il suo film Rocky del 1976.
Ecco così che Wepner diventa Rocky Balboa e Muhammad Alì si trasforma in Apollo Creed, dando vita al primo episodio della saga cinematografica.
La storia, simile a quella di Wepner, si incentra sulla vita di uno sconosciuto pugile bianco di Filadelfia, che vive di stenti e guadagna pochi spiccioli con gli incontri di boxe. Un giorno gli capita l'occasione della vita: battersi con il campione del mondo in carica, Apollo Creed, in quello che doveva essere solo un incontro di spettacolo.
Ma la resistenza e il coraggio di Rocky sorprendono Apollo, che non riesce a mandarlo al tappeto.
L'incontro finisce con la vittoria ai punti di Apollo Creed, che conserva il titolo ma non la gloria: gli onori, infatti, sono tutti per Rocky che realizza l'impresa della vita.
Sulla vita di Chuck Wepner e sul suo incontro con Muhammad Ali è stato girato nel 2016 il film The Bleeder - La storia del vero Rocky Balboa diretta da Philippe Falardeau con Liev Schreiber nel ruolo di Wepner.